# 土木香内酯
土木香内酯是一种倍半萜内酯类化合物，化学式C15H20O2，可见于短舌匹菊、灌木亚菊、磨盘草以及土木香等物种。土木香内酯和其同分异构体异土木香内酯均存在于土木香根茎中，两者可利用色谱进行分离。